# Björn Holm (författare)
Björn Holm, född 3 november 1946 i Stockholm, är en svensk författare och journalist.
Holm studerade till byggnadsingenjör vid Solna tekniska gymnasium och arbetade därefter ett år som tidsstudieman i Bergen innan han 1969 påbörjade studier vid Journalisthögskolan i Stockholm, där han tog examen 1971. Samma år började han arbeta på Expressen som redigerare och reporter. Han blev kvar på tidningen till 1989, då han började arbeta som frilansjournalist i sin fru Lotta Mellbergs bolag.
Holm är känd för sina historiska romaner, men även för faktaboken Papperstigrarna 1989, grävande journalistik om den så kallade NCB-skandalen tillsammans med Lotta Mellberg. Han skrev texterna till Chad Ehlers fotobok Stockholm - stad på vatten 1997 och medverkade i En värld av öar - den stora boken om Stockholms skärgård 2009. Holm var manusförfattare till långfilmen Trollsommar 1980 och även till två dokumentärfilmer från Zimbabwe 1995.
För närvarande är Holm verksam som hälftenägare av Abbekås hamnkrog & hotell i södra Skåne.